# Lima Vaz
Henrique Cláudio de Lima Vaz, S.J. (Ouro Preto, 24 de agosto de 1921 —  Belo Horizonte, 23 de maio de 2002) foi filósofo, padre jesuíta, professor e humanista brasileiro autor de uma vasta obra filosófica hoje preservada e divulgada em seu memorial mantido pela Faculdade Jesuíta de Filosofia e Teologia.
Lima Vaz possuía uma sólida e vasta cultura científica e humanística, bem como um amplo conhecimento filosófico de todo o pensamento ocidental. Vinculado fundamentalmente à Metafísica clássica, possuía um vivo interesse pelo pensamento moderno e seus principais representantes, deixando-se seriamente questionar pela modernidade. Grande destaque deve ser dado, também, ao seu profundo conhecimento da obra de Hegel.

## Biografia

### Juventude e formação inicial
Era irmão de Dom José Carlos de Lima Vaz. Entrou na Companhia de Jesus em 28 de março de 1938. Fez seus estudos filosóficos no antigo escolasticado dos jesuítas em Nova Friburgo. Em 1945, foi para Roma estudar Teologia na Pontifícia Universidade Gregoriana, onde concluiu o curso de licenciatura com uma dissertação intitulada O problema da beatitude em Aristóteles e Santo Tomás.
Sua ordenação presbiteral deu-se a 15 de julho de 1948. Completou sua formação religiosa em Gandia, na Espanha. Voltando a Roma, obteve em 1953 o doutorado em Filosofia pela Universidade Gregoriana, com a tese De dialectica et Contemplatione in Platonis Dialogis, que versou sobre a dialética e a intuição nos diálogos platônicos da maturidade.

### Magistério
Lima Vaz trabalhou no magistério filosófico universitário durante quase 50 anos. Primeiro na Faculdade de Filosofia da Companhia de Jesus em Nova Friburgo (1953-1963), que depois foi transferida para São Paulo (1963-1974)- período em que Lima Vaz esteve ausente do ensino na faculdade -, depois para o Rio de Janeiro (1975-1981) e novamente transferida para Belo Horizonte (1982-2002). Ensinou também em cursos do Departamento de Filosofia da Faculdade de Filosofia e Ciências Humanas da Universidade Federal de Minas Gerais de 1964 a 1986, da qual recebeu em 2001, o título de Professor Emérito.

### Ação Popular
Nos anos 60 tornou-se mentor da Juventude Universitária Católica (JUC) e da Ação Popular, executora do Atentado do Aeroporto dos Guararapes em 1968, evento que serviria de pretexto para o governo Costa e Silva decretar o AI-5. Num cenário agitado e confuso como o da época, os artigos de Lima Vaz tiveram o impacto de uma lufada de ar puro sobre uma geração cristã, que se sentia asfixiada por uma tradição religiosa alheia aos desafios políticos e culturais do seu tempo. Lima Vaz soube como ninguém oferecer uma análise crítica do pensamento marxiano numa atitude intelectual firme e aberta ao debate, criticando todo reducionismo intra-histórico pelo chamado à transcendência, mas, ao mesmo tempo, questionando a posição tradicional a partir do pensamento dialético. 
Cultivou uma vida recolhida, simples, sem ostentação, impondo-se um ritmo de trabalho disciplinado e austero.
O Padre Vaz veio a falecer em Belo Horizonte no dia 23 de Maio de 2002, devido a complicações pós-operatórias.

## Pensamento
A religião e a fé, para Lima Vaz, não eram algo extrínseco com o qual se relacionava: nelas vivia e delas se alimentava espiritualmente. Por isso ele afirmava não experimentar conflitos interiores a respeito da compatibilidade entre suas convicções religiosas e sua vocação de filósofo. Desde o início deixou-se guiar pela diretriz de Santo Agostinho: "crê para entenderes e entende para creres". Desta forma, seu trabalho filosófico manteve-se rigorosamente dentro das exigências metódicas e doutrinais da razão. E, todas as vezes que atingia as fronteiras onde a razão se encontra com a fé, essa linha divisória era explicitamente traçada.
Sua síntese filosófica pessoal apoiava-se em três grandes influências: Platão, Tomás de Aquino e Hegel. Mas, seu autor predileto é, sem dúvida, Tomás de Aquino. Lima Vaz via na obra de Tomás de Aquino, especialmente na sua metafísica, tal profundidade, lucidez e equilíbrio nas questões fundamentais que, ainda hoje, suas intuições são, segundo Lima Vaz, capazes de fecundar a reflexão. E, nesta união fecunda de elementos antigos, como a metafísica de Tomás de Aquino, e perspectivas renovadoras, com ênfase na dialética hegeliana, Lima Vaz colocava-se em busca de uma vida ética, onde fosse possível a realização da humanidade na liberdade, na verdade, na beleza e na justiça.
Nos seus últimos escritos, Lima Vaz busca recuperar a ideia de sistema no sentido da articulação ordenada do pensamento, sem a qual não há leitura coerente da realidade, e a filosofia se esvai em gratuitos jogos de linguagem. A partir desta ideia de sistema Lima Vaz constrói, principalmente, sua Antropologia Filosófica e sua Ética Filosófica. Seu último livro, Raízes da Modernidade, propõe para o nosso tempo, de incertezas e de renovadas articulações, o humanismo teocêntrico como itinerário para a realização plena do ser humano em sua existência pessoal e social.
Nos seus últimos trabalhos buscou analisar a realidade sociocultural contemporânea e a crise da modernidade sob os aspectos filosóficos, éticos, políticos e religiosos. Nestas suas investigações, tomou posição no debate de ideias a respeito do sentido transcendente da existência humana e dos rumos de nossa civilização.
Um aspecto menos estudado, porém de grande importância na obra de Lima Vaz, é seu estudo de ciência natural. Lima Vaz queria entender o mundo moderno para tornar mais acessível o diálogo entre mundo moderno e fé, inspirado por Joseph Maréchal (1878-1944), uma de suas grandes fontes e jesuíta belga que buscou uma integração entre o pensamento escolástico e o de Immanuel Kant (1724-1804) e Johann G. Fichte (1762-1814). Foi de grande importância, nesse contexto, a biblioteca de filosofia da ciência  do Padre Francisco Xavier Roser, que havia sido professor de Matemática e Física de Lima Vaz.  A respeito, afirmouLima Vaz: "O Pe. Roser deu-me a ler o livro de Philip Frank, Entre as ciências físicas e a filosofia; foi o primeiro texto neopositivista que me foi dado conhecer. A partir de então o problema da ciência moderna, na sua significação filosófica, passou a ser uma referência constante dos meus estudos e das minhas reflexões." Esse material, recentemente editado e publicado por Edições Loyola em 2022 com o título Filosofia da natureza e filosofia do mundo, deve sua importância ao fato de mostrar aspectos da personalidade e da vida intelectual de Lima Vaz pouco estudados, ainda sem a influência idealista, além de promover um diálogo entre ciência e vida religiosa.

### Obras de Lima Vaz
- Livros

1. Ontologia e História, São Paulo: Duas Cidades, 1968
2. Escritos de Filosofia I: Problemas de Fronteira, São Paulo: Loyola, 1986.
3. Escritos de Filosofia II: Ética e Cultura, São Paulo: Loyola, 1988.
4. Escritos de Filosofia III: Filosofia e Cultura, São Paulo, 1997.
5. Escritos de Filosofia IV: Introdução à Ética Filosófica I, São Paulo: Loyola, 1999.
6. Escritos de Filosofia V: Introdução à Ética Filosófica II, São Paulo: Loyola, 2000.
7. Escritos de Filosofia VI: Ontologia e História (2a. edição), São Paulo: Loyola, 2001.
8. Escritos de Filosofia VII: Raízes da Modernidade, São Paulo: Loyola, 2002.
9. Antropologia Filosófica I, São Paulo: Loyola, 1991.
10. Antropologia Filosófica II, São Paulo: Loyola, 1992.
11. Experiência Mística e Filosófica da Tradição Ocidental, São Paulo: Loyola, 2000.
12. Ética e Direito, São Paulo: Loyola, 2002
13. Contemplação e Dialética nos Diálogos Platônicos. Trad. J. Savian Filho. São Paulo: Edições Loyola, 2012 (Obra filosófica inédita de Henrique Cláudio de Lima Vaz) .
14. A Formação do Pensamento de Hegel, São Paulo: Edições Loyola, 2014 (Obra filosófica inédita de Henrique Cláudio de Lima Vaz) .
15. LIMA VAZ, SJ, Henrique Cláudio de. Filosofia da natureza e filosofia do mundo. Edição G. A. Assumpção; coordenação J. A. A. A. Mac Dowell. São Paulo: Edições Loyola, 2022 (Obra filosófica inédita de Henrique Cláudio de Lima Vaz).

### Obras sobre Lima Vaz
1. AQUINO, M. F. "Experiência e Sentido I", Síntese, n.47, 1989, pp. 29–50
2. AQUINO, M. F.  "Experiência e Sentido II", Síntese, n.50, 1990, pp. 31–54.
3. AQUINO, M. F.  "Metafísica da subjetividade e linguagem I", Síntese, n.61, 1993, pp. 199–218.
4. AQUINO, M. F.  "Metafísica da subjetividade e linguagem II", Síntese, n.67, 1994, pp. 495–528.
5. AQUINO, M. F.  "Metafísica da subjetividade e linguagem III", Síntese, n.71, 1995, pp. 453–488.
6. AQUINO, M. F.  "Sistema e Liberdade: a propósito de 'Ontologia e História'", Síntese, n.55, 1991, pp. 499–504.
7. BARILE, J. P. "O Mundo das Idéias do Padre Vaz" (entrevista), Jornal O Tempo – Caderno Engenho e Arte – Belo Horizonte, domingo, 13/08/1997.
8. BARROS, J. T. "Ao mestre com carinho", Jornal de Opinião, n.680, Belo Horizonte, 10/06/2002.
9. BRUNELLI, M. "Ética e sua Crise", Síntese, n.55, 1991, pp. 585–593.
10. CRUZ, P. C. "Antropologia e Razão Moderna no Pensamento de Lima Vaz", Pontificia Università della Santa Croce, Roma, 1997.
11. DE PAULA, J. A. "A dignidade da razão", Revista Ciência Hoje, n.146, vol.25.
12. DRAWIN, C. R. "Henrique Vaz e a opção metafísica", Síntese, n.94, 2002.
13. HERRERO, X. "Política e Justiça", Síntese, n.44, 1988.
14. KONDER, L. "Filosofia Brasileira", Jornal do Brasil – Rio de Janeiro, 28/08/2002.
15. LANDIM, R. "Entre a Razão e a Fé", Folha de S.Paulo, 14/09/2002.
16. MAC DOWELL, J. (org.). "Saber Filosófico, História e Transcendência", São Paulo: Loyola, 2002.
17. MONDONI, D. "In Memoriam", Síntese, n.94, 2002.
18. MORAIS, M. R. Ética e direito em Lima Vaz. Rio de Janeiro: Lumen Juris, 2018.
19. MORAIS, R. M. O. "O juiz enquanto sujeito ético e o paradigma ideonômico platônico-aristotélico". Revista Acadêmica Milton Campos, v. 2, p. 104-109, 2012.
20. NEVES, Z. O. Considerações sobre a condição do sujeito na Antropologia Filosófica de Lima Vaz. Dissertação de mestrado. Universidade Federal de Juiz de Fora, Programa de Pós-Graduação em Filosofia, 2023. (Orientador: Humberto Schubert Coelho).
21. NEVES, Z. O. DE SÃO TOMÁS DE AQUINO A HENRIQUE CLÁUDIO DE LIMA VAZ: percursos e legado antropológico. Sapere Aude: Revista de Filosofia, v. 15, p. 775-789, 2024.
22. NOBRE, M.; REGO, J. M. Conversa com Filósofos brasileiros, São Paulo: Editora 34, 2000.
23. OLIVEIRA, C. M. R. Metafísica e ética - A filosofia da pessoa em Lima Vaz como resposta ao niilismo contemporâneo. São Paulo: Loyola, 2013.
24. PALÁCIO, C. (org.), Cristianismo e História, São Paulo: Loyola, 1982.
25. RIBEIRO, E. V.. A questão da intersubjetividade no pensamento ético-filosófico de H. C. de Lima Vaz. Dissertação de mestrado. Pontifícia Universidade Católica do Rio de Janeiro, Programa de Pós-Graduação em Filosofia, 2003. (Orientador: Edgar J. Jorge Filho).
26. RODRIGUES, V. F. A transcendência na Ética de Lima Vaz. (dissertação: Mestrado – PPG em Filosofia). João Pessoa, PB: UFPB, 2007.
27. SAMPAIO, R. G. O Ser e os Outros, São Paulo: Ed. Unimarco, 2001.
28. SANTOS, J. H. "Ética e Medida", Síntese, n.55, 1991, pp. 577–584.
29. SHIMMI, R. A. "Herança Cristã da Experiência de Sentido na Crise da Modernidade - considerações a partir do pensamento de Lima Vaz" (http://www.saobento.org.br/dissertacao/Dissertacao_-_Renato_Akira_Shimmi.pdf). Dissertação de mestrado. Faculdade de Filosofia do Mosteiro de S. Bento - São Paulo, 2011. Orientação de Franklin Leopoldo e Silva.
30. SHIMMI, R.A. "Lima Vaz e a Herança Teológica da Modernidade - A experiência de sentido http://pt.scribd.com/doc/102714029/LIMA-VAZ-E-A-HERANCA-TEOLOGICA-DA-MODERNIDADE-renato-akira-shimmi
31. SOUZA, L. A. G. "Pe. Vaz, mestre de uma geração de cristãos", Síntese, n.55, 1991, pp. 643–651.
32. TEIXEIRA, F. "O vigor de um humanista", Jornal de Opinião, n.680, Belo Horizonte, 10/06/2002.
33. TOLEDO, C.; MOREIRA, L. (orgs.), Ética e Direito – Textos de H. C. de Lima Vaz, Belo Horizonte: Ed. Landy, 2002.